# Rosenlunds naturreservat
För andra betydelser, se Rosenlund (olika betydelser).
Rosenlunds naturreservat låg på den nordöstra delen av Koön i Kungälvs kommun i Bohuslän. Naturreservatet var beläget inom den historiska Marstrands stads område. Det inrättades 1985 och har en areal på omkring 40 hektar, det uppgick i november 2017 i det då bildade naturreservatet Marstrand. Området täcks huvudsakligen av ädellövskog med ek, alm, lind och bok. Den högsta punkten i reservatet kallas för Danska utkiken.
Reservatet förvaltades av Kungälvs kommun.